# Rafael Benítez Claros
Rafael Benítez Claros (1919-Madrid, 30 de enero de 1972), filólogo, historiador de la literatura y crítico literario español.

## Biografía
Se doctoró con una tesis sobre la vida y obra del poeta barroco Gabriel Bocángel, cuyas obras editó más tarde. Miembro del Opus Dei, fue nombrado en 1953 catedrático de Historia de la lengua y la literatura española en la Universidad de Oviedo; también impartió clases en Argentina. Como crítico, procuró captar texto y autor en su fondo y forma.
Publicó numerosos estudios críticos en Archivum y otras revistas especializadas, muchos de ellos recogidos en su libro Visión de la literatura española, y editó las Obras poéticas de Antonio Hurtado de Mendoza y el Cancionero de Ramón de Llavia.
Escribió además otros libros en los que la crítica literaria se entrelazaba con diversos géneros, como la biografía (Vida y poesía de Bocángel o Lo que no se ha dicho sobre Blas de Otero). Otros libros suyos son La tierra vasca en la literatura, Existencialismo o picaresca Antonio Flores: una visión costumbrista del siglo XIX´, Cruz y raya (Madrid, 1933-1936), Poetas y poesía de Chile etcétera.
Se interesó también por el género teatral del entremés, cuya antología Verdores del Parnaso en veintiséis entremeses, bailes y sainetes publicó en facsímil.

## Vida personal
Casado con Magdalena Sánchez-Blanco, tuvo cuatro hijos: Rafael, Luis, Inmaculada y Jaime.